# TVピックアップ
TVピックアップ（ティーヴィーピックアップ、TV pickup）とは、家庭における消費電力や水道使用量がテレビ放送によって著しく影響を受ける現象のこと。
主にイギリスにおいて使われる用語であるが、同様の現象は他の国でもみられる。

## 発生のしくみ
この現象は、多数の人々が同じテレビ番組を視聴している場合、CMなどによって中断が入ったときに、その中断時間を利用して、冷蔵庫や電気ケトルなどの家電製品を使用したりトイレに入ったりする行動が重なることによって発生する。各家庭での電気や水道の利用が同じ時間帯に集中するため、消費電力量や水道使用量が急激に上昇（ピックアップ）することになる。
イギリスでは同じテレビ番組にきわめて多数の視聴者が集まることが多く、TVピックアップが発生しやすい状況にある。テレビチャンネルの多様化により頻度は減少しているが、それでもイギリスの送電事業者であるナショナル・グリッドにとってTVピックアップは大きな問題のままであり続けている。
イギリスでは、テレビ番組の放送スケジュールや曜日、天気により、1日のうちに数回の大きなTVピックアップのピークが発生することが一般的である。1日のうちで最大のピークは、人気のある番組が終わったりCMに入ったりする21時前後である。一般的なTVピックアップによる電力需要の上昇幅は 200 – 400 メガワット (MW) ほどであるが、きわめて人気の番組の場合はこれが 700 – 800 MW に達することもある。

## 対策
電力需要が急激に増加し、供給がそれに追いつかない場合、その電力系統内で商用電源周波数の低下を引き起こす。加えて、電圧にも影響が出ることがある。イギリスの商用電源周波数は 50 ヘルツ (Hz) であるため、ナショナル・グリッドにおいて電力の適切な供給を担当するエネルギー均衡チーム (Energy Balancing Team) は、49.5 – 50.5 Hz の周波数が保たれるように努めている。このチームではTVピックアップに備えて、当日の状況と過去5年間の同じ日を比較して需要を予測するコンピュータプログラムを動かし、またテレビ番組の放送スケジュールを研究して人気番組による需要を計算している。人気のソープオペラ番組では、物語の展開によってTVピックアップが突如発生することもあるため、職員はこのような番組の内容に精通していなければならない。こうしたことを通じて、彼ら職員はどのテレビ番組が視聴者が多く人気であるかを熟知している。
テニスなどのスポーツイベントの中継もTVピックアップが発生しやすい番組であり、正確な終了時刻を予測することが不可能であることも対応を難しくしている。スポーツ中継でTVピックアップが起こる典型例はサッカーの国際試合であり、調査によれば、イギリス国内の71%の人はパブなどの公共の場所ではなく自宅や友人宅での観戦を選んでいる。1990年7月4日に開催されたワールドカップでは、準決勝の西ドイツ対イングランド戦のPK戦が終了した直後に2,800 MW の需要増加が発生したほか、2002年6月21日のワールドカップ準々決勝イングランド対ブラジル戦では2,570 MW の需要増加があった。2010年のワールドカップの際、ナショナル・グリッドでは、イングランドの出場試合において3,000 MW 前後の需要増加（電気ケトル120万台の同時稼働に相当）が発生すると試算した。
送電系統にはその中に大容量の電力を蓄えておける余力がなく、また電力需要が発生してから発電所で発電を始められるようになるまでにはタイムラグがあるため、需要をできる限り正確に予測することが重要となる。エネルギー均衡を担当するチームは、短期の供給不足に対しては、すぐに送電が可能な "fast reserves" と呼ばれる電源で対処し、これを化石燃料ベースの "balance mechanism units" 電源で補っている。最もタイムラグの少ない電源は揚水発電であり、たとえばウェールズ北部のグウィネズ州にあるディノールウィグ発電所 (Dinorwig Power Station) は世界最速の12秒で1,320 MW の発電を開始できる。タイムラグが30分前後と長い火力や、それよりさらに時間のかかる原子力による発電が始まると、揚水発電所は稼働を止め、水は上部貯水池に戻される。

## テレビ放送以外での発生例
TVピックアップはテレビ番組以外の原因によっても起きることがある。1999年8月11日の日食の直後には、上述の1990年ワールドカップの際の記録を上回る3,000 MW の需要増加がイギリスで発生した。これはナショナル・グリッドがそれまでに経験した中で最大の需要上昇幅であったが、事前に需要の予測ができていたため、発電所も十分準備を整えており、発生した需要に対応することができた。3,000 MW のうち約1,000 MW は通常のTVピックアップと同じく電気ケトルなどの家電製品使用によるもので、残りは日食を見終わった人々がそれぞれの職場に戻ったことによって発生した需要であった。

## スイッチオフ
TVピックアップとは反対の現象、すなわち各家庭が一斉に家電製品の使用を控える（スイッチオフする）ために消費電力が一時的に大きく減少するという場合も存在する。ナショナル・グリッドの担当者によれば、ボクシング・デーの午前中の電力消費量は「最低中の最低」になる。2005年1月5日には、2004年に起きたスマトラ島沖地震の犠牲者に対し、正午から3分間黙祷を捧げる行事が行われ、このときはスイッチオフに伴い電力需要が1,300 MW 落ち込んだ後で再び1,400 MW 跳ね上がるという現象がみられた。1997年9月6日に行われたダイアナ妃の葬儀の際は、スイッチオフにより1,000 MW の需要減少があった。小規模ではあるが類似の現象として、毎年リメンブランス・デーの午前11時に電力需要が落ち込む。
こういったスイッチオフは昼間に起きるため、より多くの電気製品が使用されている夜間に発生しがちなTVピックアップよりも影響は小さい。一方、ナショナル・グリッドは、ライブ・アースやプラネット・エイドといった環境保護イベント・団体が大規模なスイッチオフイベントを計画していたのに対し、「スイッチオフ終了後に予測不可能な規模の電力需要が発生すると考えられ、それによって発生する二酸化炭素はスイッチオフにより削減される分を上回る」と反発した。結果的にこれらのスイッチオフイベントは中止された。

## イギリス以外での事例
イギリス以外の国でも、大規模なスポーツイベントの開催時などにTVピックアップに類似した現象が起きることがある。

### スーパーボウル
アメリカ合衆国では、アメリカンフットボール・NFLの優勝決定戦であるスーパーボウルにおいて、ハーフタイムなどの時間に各家庭でトイレの使用が集中する。
2007年のスーパーボウルでは、ハーフタイム中にアメリカ国内のトイレで13億リットルの水（ナイアガラの滝を流れる水の約39分間分に相当）が一斉に流されると推計された。マイアミ市では、流される水の量が下水の処理能力を超えてトイレが詰まるなどの問題が発生する可能性を考え、ハーフタイム中のトイレ利用は控えるよう市民に要請した。
また、ニューヨーク・ジャイアンツが出場した2012年のスーパーボウルの際は、ニューヨーク州環境保護局の調べで、試合終了後にニューヨーク市での水道使用量が13%上昇した。『ニューヨーク・ポスト』紙によれば、これによってニューヨーク州南部にある水深30フィート (9.1 m) のヒルビュー貯水池 (Hillview Reservoir) の水位が2インチ (5.1 cm) 低下した。
スーパーボウルにおいては毎年のように同様の状況が発生しており、「ハーフタイム・フラッシュ」（halftime flush; flushとはトイレの水を流すこと）と呼ばれている。さらには、「大都市ではハーフタイム・フラッシュのために下水道がパンクする」という都市伝説まで存在する。これは、1984年のスーパーボウル当日にソルトレイクシティで実際に水道管が破裂した事故があり、ソルトレイクシティの当時の責任者は「当市の水道インフラは老朽化が進んでおり、水道管の破裂は珍しいことではなくスーパーボウルとの関連は見出せない」と発表したものの、地元テレビ局が当日夜のニュースでこの件を取り上げたことから、話が広まることとなったものである。これまでのところ、ハーフタイム・フラッシュを原因として多大な負荷が下水道にかかり、その処理能力を超えたという事実はいかなる都市においても確認されていない。
水道だけでなく、TVピックアップ同様に電力使用量もスーパーボウルによって影響を受けることがある。ニューイングランド・ペイトリオッツが出場した2015年のスーパーボウル当日には、ニューイングランド地方の電力系統において、18時時点で18,100 MW だった電力使用量が、試合開始とともに17,600 MW に下がり、その後15,200 MW まで低下した。しかし、ハーフタイムに入ったとたんに需要が反転し、100 MW の上昇を見せた。

### サッカーワールドカップ
日本では、2018年のサッカーワールドカップの際、日本が出場する試合のハーフタイム中や試合終了後に、東京都や神戸市、岡山市などで水道使用量が一時的に増大する現象が起きた。試合をテレビ中継で観戦していた視聴者の多くが、このタイミングで一斉にトイレやシャワーを使用したためとみられている。
東京都内の水道使用量データを分析した東京都水道局の担当者によれば、これはスポーツの国際大会がテレビ中継される場合に多く見られる傾向で、特にサッカーにおいて顕著である。同水道局では、利用が集中しても水が適切に供給されるよう、過去の事例を参考に水量や水圧などの調整を行っている。

### プロ野球
2023年のプロ野球日本シリーズで阪神タイガースが日本一を決めた11月5日（日曜日）の夜には、大阪市内の水道使用量に顕著な動きがみられた。大阪市水道局配水課によると、同市内の水道使用量は同日21時以降急激に減少し、試合が終了する直前の21時41分には市内全域で毎時51,296立方メートルと、阪神の試合中継がなかった同年10月22日（日曜日）と比較して23％少ない量となった。その後、日本一が決定した22時過ぎには使用量が急増して10月22日を超える量となった。同課は、多くのファンがトイレを我慢して試合の展開を見守っていたことが要因ではないかと指摘している。